# Klemensker Sogn
Klemensker Sogn 
ist eine Kirchspielsgemeinde (dän.: Sogn)
auf der dänischen Insel Bornholm.
Bis 1970 gehörte sie zur Harde Bornholms Nørre Herred im damaligen Bornholms Amt, danach mit dem Wegfall der Hardenstruktur zur Hasle Kommune im unveränderten Bornholms Amt, die wiederum zum Januar 2003 in der Bornholms Regionskommune aufgegangen ist. Die Regionskommune war zunächst – wie Kopenhagen und Frederiksberg – amtsfrei, also direkt dem Staat unterstellt, und wurde dann mit der Kommunalreform zum 1. Januar 2007 der Region Hovedstaden zugeordnet.

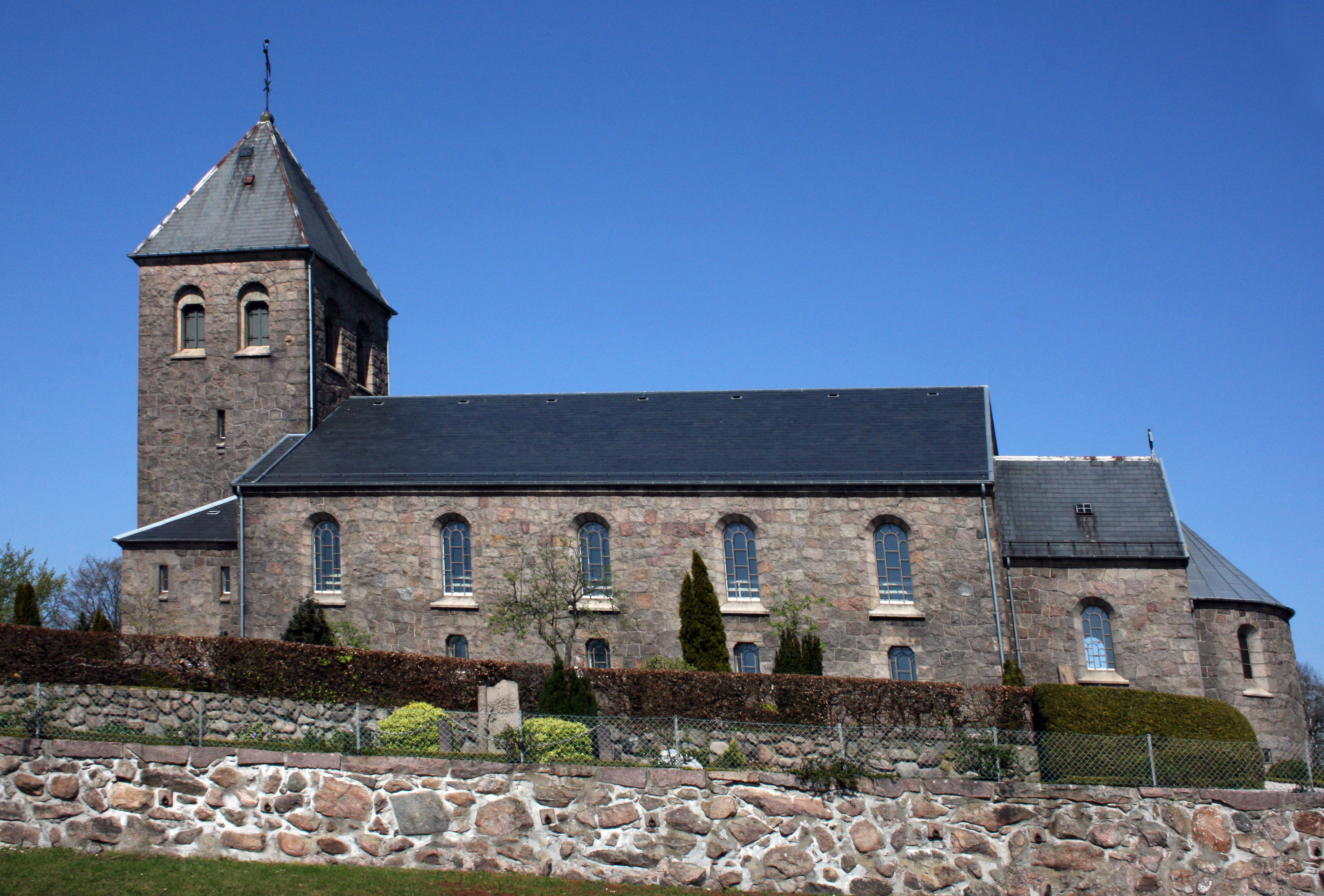
Sankt Clemens Kirke

Im Kirchspiel leben 1496 Einwohner, davon 607 im Kirchdorf Klemensker (Stand: 1. Januar 2023).
Im Kirchspiel liegt die Kirche „Sankt Clemens Kirke“ oder „Klemens Kirke“.
Nachbargemeinden sind im Norden Olsker Sogn, im Nordosten der kleinere Teil des Rutsker Sogn und Rø Sogn, im Osten Østerlarsker Sogn, im Süden Vestermarie Sogn, im Südwesten Nyker Sogn, im Westen Hasle Sogn und im Nordwesten der größere Teil des Rutsker Sogn.